# Corsia brassii
Corsia brassii ist eine blattgrünlose Pflanzenart aus der Familie der Corsiaceae. Das Artepitheton ehrt den Pflanzensammler Leonard John Brass (1900–1971).

## Merkmale
Wie alle Arten der Gattung hat auch Corsia brassii die Photosynthese aufgegeben und bildet dementsprechend kein Chlorophyll mehr. Stattdessen lebt sie myko-heterotroph von einem Pilz.
Corsia brassii ist eine ausdauernde Pflanze, die nur zur Blütezeit oberirdisch wächst. Aus dem Rhizom sprießt dann ein 20 bis 25 Zentimeter langer, zylindrischer, fein geriffelter und bräunlich-purpurner Stängel. Das Blattwerk ist 12 bis 17 Millimeter lang, 3 bis 4 Millimeter breit, bräunlich-purpurn und fünfnervig. Die Tragblätter sind den Laubblättern gleich.
Die aufrechten Einzelblüten sind endständig und stehen an Blütenstielen, die 2 bis 2,5 Zentimeter lang, zylindrisch und schmal geriffelt sind. Von den sechs Blütenblättern (je drei Tepalen in zwei Blütenblattkreisen) sind fünf linealisch, cremegelb, zur abgerundeten Spitze hin bräunlich-purpurn überhaucht, 14 Millimeter lang, 1,5 bis 2 Millimeter breit, am Ansatz spießförmig, ein- bzw. dreinervig und teilweise fein papillös. 
Das oberste sechste, das sogenannte Labellum, ist braun-purpurn, breit herzförmig, an der Spitze abgerundet und stark vergrößert (rund 16 Millimeter lang und 12 Millimeter breit), sein Ansatz ist herzförmig. Der Kallus ist schirmförmig und besteht aus zwei gebogenen Hälften, von ihm strahlen kurze, lamellenartige fein behaarte Kalli auf das Labellum aus. 
Am Ansatz ist das Labellum direkt mit dem rund 0,5 Millimeter langen und glatten Gynostemium verwachsen. Die freien Staubfäden sind wie die Staubbeutel 1 Millimeter lang. Der glatte Fruchtknoten ist bis zu 15 Millimeter lang, die glatte Kapselfrucht rund 20 Millimeter. 

## Verbreitungsgebiet
Corsia brassii ist nur 1935 einmal in Neuguinea auf dem Mount Dayman in der Milne Bay Province auf 900 m Höhe gefunden worden.

## Systematik
Corsia brassii wurde 1972 von Pieter van Royen erstbeschrieben und steht den Arten Corsia cordata und Corsia papuana nahe. Sie wird wie diese in der Sektion Sessilis platziert, da das Labellum direkt mit dem Gynostemium verwachsen ist.

## Nachweise
- Pieter van Royen: Sertulum Papuanum 17. Corsiaceae of New Guinea and surrounding areas. In: Webbia. 27: 223–255, 1972